# Правителство на Социалистическа република Македония (13)
Тринадесетото правителство на Социалистическа република Македония е формирано на 29 декември 1971 година. Изпълнителният съвет остава на власт до 8 май 1974 година.

## Състав на Изпълнителния съвет
Съставът на правителството е следният:
- Ксенте Богоев – председател
- Драган Захариевски – заместник-председател
- Мети Кърлиу – заместник-председател
- Методия Стефановски – член и републикански секретар за народна отбрана
- Люпчо Арнаудовски – член и републикански секретар за вътрешни работи
- Димче Козаров – член и републикански секретар за правосъдие
- Георги Цаца – член и републикански секретар за законодателство и организация
- Люпчо Копровски – член и републикански секретар за образование и наука
- Десанка Мильовска – член и републикански секретар за култура
- Фахри Мехмед – Кая – член и републикански секретар на информация
- Вулнет Старова – член и републикански секретар на здравеопазване и социална политика
- Ванчо Близнаковски – член и републикански секретар на труда
- Андон Макрадули – член и републикански секретар за финанси
- Стоян Маткалиев – член и републикански секретар за индустрия и търговия
- Александър Шумковски – член и републикански секретар по икономическите въпроси с чужбина
- Павле Тасевски – член и директор на Републиканския завод да обществено планиране
- Йездимир Богдански – член
- Иван Гиновски – член
- Георги Оровчанов – член